# Rachele Mussolini
Rachele Mussolini (ur. 11 kwietnia 1890 w Predappio, zm. 30 października 1979 w Forlì) – pierwotnie konkubina, następnie żona Benita Mussoliniego.

## Życiorys
Rachele była córką Agostina Guidiego i jego żony Anny, z domu Lombardi. Od 1910 roku była konkubiną Benita Mussoliniego. Związek cywilny zawarli 17 grudnia 1915, a w 1925 potwierdzili swój związek, zawierając ślub kościelny.
Z Mussolinim mieli pięcioro dzieci:
- córkę Eddę (1910-1995)
- syna Vittoria (1916-1997)
- syna Brunona (1918-1941)
- syna Romana (1927-2006)
- córkę Annę (1929-1968).